# Farba (zespół muzyczny)
Farba – polski zespół rockowy założony w 1999 w Gdyni.
Nazwa zespołu powstała podczas jednego z koncertów, kiedy sponsor imprezy rzucił ze sceny na publiczność saszetki reklamowe z farbą do włosów.

## Historia
Zespół powstał w październiku 1999 w Gdyni z inicjatywy wokalistki Joanny Kozak, perkusisty Jacka Woźniaka (zawarli małżeństwo w 2006) oraz gitarzysty Artura Przygody. Trio w 2001 wystąpiło w konkursie „Debiuty” na 38. Krajowym Festiwalu Piosenki Polskiej w Opolu, poza tym zagrał koncert na imprezie Destination Chicago 2003 w Stanach Zjednoczonych. 
Po odejściu Adama Drywy z zespołu w październiku 2008 roku grupa na potrzeby sezonu koncertowego występowała z Piotrem Łopackim na instrumentach klawiszowych. W maju 2010 zespół wziął udział w międzynarodowym festiwalu piosenki Carpathia Festival i wydał album pt. 10, którym podsumował dekadę działalności. Płytę promował singlem „Ostatnia noc”, który znalazł się – obok przeboju „Chcę tu zostać” – na ścieżce dźwiękowej do filmu Roberta Glińskiego Świnki. W 2012 roku z zespołu odszedł gitarzysta Artur Przygoda, a grupa w czteroosobowym składzie zaczęła dodawać do swojego stylu elementy electro pop.
W 2017 muzycy wystąpili podczas koncertu „#iLove… Największe przeboje o miłości” w ramach Top of the Top Sopot Festivalu w Sopocie oraz w telewizyjnym koncercie „Disco pod Gwiazdami” w Stężycy. W 2018 wystąpili na Polonia Music Festivalu w Oberhausen. W 2021 zagrali w koncercie „Walentynki z Polsatem” w Białymstoku. W 2023 roku wydali piosenkę „Babie lato”.

## Skład zespołu
- Joanna Kozak – wokalistka i autorka tekstów
- Artur Chyb – gitara
- Jacek Woźniak – perkusja
- Maciej Warda – gitara basowa

Byli członkowie
- Adam Drywa – instrumenty klawiszowe
- Arkadiusz Filipowicz – bas
- Artur Przygoda – gitara
- Piotr Łopacki – instrumenty klawiszowe

## Dyskografia
Albumy
- Muszę krzyczeć! (2003)[7]
- Ślady (2006)[8]
- 10 (2010)[9] (reedycja pierwszej płyty „Muszę krzyczeć!”, zawiera więcej utworów)
- Mur (2016)[10]

Single
- Chcę tu zostać (2002) – pierwszy singel, promował nie tylko płytę, ale także film Jerzego Gruzy Yyyreek!!! Kosmiczna nominacja[11]; potrójnie platynowa płyta[12]
- A jeśli to nieprawda?
- Daleko
- Nie warte nic
- Piosenka bez słów – pierwszy z płyty Ślady
- Nie mów mi, że (2006)[13]
- Jeśli tylko zechcesz
- Ostatnia noc
- Pełen słońca dzień (2013)[14]
- Jupitery (2014)[15]
- Sercem o brzeg[potrzebny przypis]
- Babie Lato (2023)

## Teledyski
Źródło.
- Chcę tu zostać (2003)[17]
- A jeśli to nieprawda? (2003?)
- Daleko (2003?)
- Nie warte nic (2003?)
- Piosenka bez słów  (2006?)
- Nie mów mi, że (2006)[18]
- Jeśli tylko zechcesz (2006)
- Ostatnia noc (2010)[19]
- Pełen słońca dzień (2013)[20]
- Jupitery (2014)
- Sercem o brzeg (2016)
- Babie Lato (2023)